# جيمس جي. كيرنان
جيمس جي. كيرنان (بالإنجليزية: James G. Kiernan)‏ هو عالم نفس أمريكي، ولد في 18 يونيو 1852، وتوفي في 1923.